# Touti Youssoupova
Pour les articles homonymes, voir Ioussoupov.
Ne pas confondre avec Touti Youssoupova, une actrice ouzbèke née en 1936, qui a notamment joué dans le film La Danse des hommes.
Touti Youssoupova (en ouzbek To‘ti Yusupova ; en russe Ту́ти Юсу́пова), fréquemment écrit Tuti Yusupova dans les sources, est une citoyenne ouzbèke qui est parfois considérée comme détentrice du record de longévité humaine. Décédée le 28 mars 2015 à To‘rtko‘l (actuel Karakalpakstan, alors dans le khanat de Khiva au sein de l'Empire russe), elle serait née dans cette même ville le 1er juillet 1880, ce qui indiquerait qu'elle est morte à l'âge de 134 ans et 270 jours, soit 12 ans de plus que le record officiel de la Française Jeanne Calment.
À ce jour, seules les autorités locales du Karakalpakstan et nationales d'Ouzbékistan reconnaissent officiellement son âge.

## Biographie
Selon les autorités du Karakalpakstan et d'Ouzbékistan, Touti Tojiboyevna Youssoupova (en ouzbek To‘ti Tojiboy qizi Yusupova ; en russe Ту́ти Тожибоевна Юсу́пова) serait née à To‘rtko‘l le 1er juillet 1880.
Son père s'appelait Tojiboy (Тожибой) et sa mère Uljon (Улжон). Elle avait un frère cadet et son père est mort alors qu'elle était encore jeune.
Elle a eu deux enfants, qui seraient nés avant la Première Guerre mondiale. Son mari est mort avant d'avoir 70 ans.
Plus tard, elle s'est dite très marquée par la période de collectivisation, considérant que « [s]on peuple a beaucoup souffert ». Elle a toutefois continué à travailler dans le milieu agricole, citant plusieurs activités : labour, construction de fossés d'irrigation (aryk), récolte de coton, transport d'engrais. Elle a participé à d'importants chantiers d'irrigation dans sa région. Elle explique sa bonne santé et sa longévité par le fait qu'elle a « travaillé constamment » et qu'elle était « toujours en mouvement ». Elle affirmait également que le secret d'une longue vie résidait dans l'honnêteté et la capacité d'être reconnaissant et de vivre en harmonie.
Plus tard, elle a contribué à l'éducation des jeunes de sa ville.
À la fin de sa vie, elle vivait avec ses arrière-petites-filles et adorait regarder la télévision.
Connue sous le surnom de « Tuti-Momo », elle était profondément respectée dans sa ville de To‘rtko‘l. Selon la personnalité locale Ikrom Bekniyozov, une tradition s'était développée dans la ville : les habitants venaient la voir pour obtenir sa bénédiction avant certains évènements comme des mariages. Gulbahor Umarova, conseillère de l'aksakal locale, déclare que de nombreuses personnes la consultaient pour obtenir des conseils sur la longévité. Des représentants de l'Organisation mondiale de la santé lui auraient rendu visite pour étudier son cas,.
Elle a eu plus de 100 descendants au cours de sa vie. À la fin de sa vie, elle disait avoir « perdu le compte des petits-enfants, des arrière-petits-enfants, des arrière-arrière-petits-enfants », ajoutant qu'elle espérait seulement que tous soient en bonne santé.
Elle est morte dans sa ville natale le 28 mars 2015, quatre jours avant Misao Ōkawa, qui était alors considérée comme la doyenne de l'humanité, sa date de naissance étant, contrairement à celle de Touti Youssoupova, considérée comme fiable.

## Découverte de son âge et revendication du record

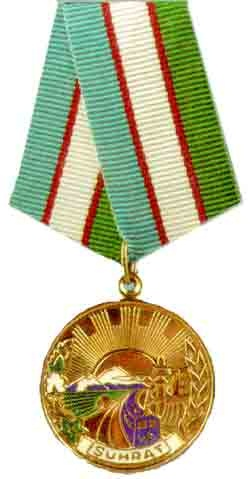
Une médaille Shukhrat, telle que celle qu'elle a reçue en 2008.

Son âge est découvert en 2008 par Safar Hakimov, représentant local des autorités ouzbèkes, lors de recherches sur les centenaires dans le cadre des préparations de l'anniversaire de l'indépendance du pays. Si sa date de naissance est correcte, elle avait alors déjà dépassé de plus de six ans le record du monde officiel détenu par la Française Jeanne Calment, décédée en 1997 à l'âge de 122 ans et 164 jours. Cette année-là, elle est récompensée par la médaille Shukhrat par décret du président ouzbek Islam Karimov.
En 2010, un documentaire sur Touti Youssoupova, Свидетельница трех веков (littéralement « Témoin de trois siècles »), est réalisé par Toreniyaz Kalimbetov et produit par Karakalpakfilm,, avec une musique composée par Kurbanbay Zaretdinov (uz). La BBC lui a également consacré un reportage en 2009.
Après son enterrement, Baxadir Yangibayev, président du Conseil des ministres de la République du Karakalpakstan, a déclaré que son certificat de naissance et son passeport étaient des preuves suffisantes qu'il souhaitait transmettre au Livre Guinness des records.
Des questions se posent à propos de la fiabilité de son âge. Le passeport exhibé par les autorités pour prouver son âge date de 1997 où la photo semble montrer une femme trop jeune pour quelqu'un qui était censé avoir 117 ans. Les conditions environnementales du Karakalpakstan, région connue pour l'assèchement de la mer d'Aral, sont telles qu'une grande longévité semble peu probable. Le problème réside aussi dans la fiabilité des données officielles en Ouzbékistan, quel que soit le sujet, en lien avec l'absence de démocratie dans le pays. Aucun document issu des archives soviétiques n'a été communiqué alors qu'elles devraient être en mesure d'apporter des preuves supplémentaires car chaque citoyen avait un passeport intérieur durant cette période. Enfin, les documents d'identité étaient sans doute rares dans cette région vers 1880, année de naissance revendiquée de Youssoupova.